# 全粵詩
《全粵詩》是一本專門收錄以前嶺南一帶詩人所留粵詩的詩歌總集，共三十冊，由嶺南美術出版社出版。
作為規模最大、收錄最全的一部粵詩詩集，以地域劃分，《全粵詩》收錄有廣東、海南、港澳以及廣西欽州和北海的詩歌；以時間劃分，上至公元前的漢朝，下迄17-20世紀的清朝和民國都有收錄。